# A.S. Watson Group
Die A.S. Watson Group (chinesisch 屈臣氏集團, amtlich A.S. Watson Group (Hong Kong) Ltd. 屈臣氏集團（香港）有限公司) ist ein internationaler Drogeriekonzern mit über 130.000 Mitarbeitern, 16.164 Geschäften in 28 Märkten, die jedes Jahr über 5,5 Milliarden Käufer und 143 Millionen Mitglieder des Treueprogramms bedienen. 3.800 Geschäfte bestanden 2023 in China, weitere 300 Geschäfte sollten allein 2023 dort folgen. 40 Prozent der Anteile an Rossmann werden seit 2002 von der A.S. Watson Group kontrolliert.
A.S. Watson betrieb laut einem Bericht der South China Morning Post von März 2014 zu diesem Zeitpunkt weltweit das größte Portfolio an Einzelhandelsformaten und Einzelhandelsmarken und verfügte global über die größte geografische Präsenz.
Das Unternehmen befindet sich mit knapp über 75 Prozent mehrheitlich im Besitz des multinationalen Mischkonzerns CK Hutchison Holdings Limited, nachdem die restlichen Anteile im März 2014 an die staatliche Temasek Holdings in Singapur verkauft wurden. CK Hutchinson wird mit 30,3 Prozent der Aktienanteile durch den Hongkonger Tycoon Li Ka-shing kontrolliert.

## Geschichte

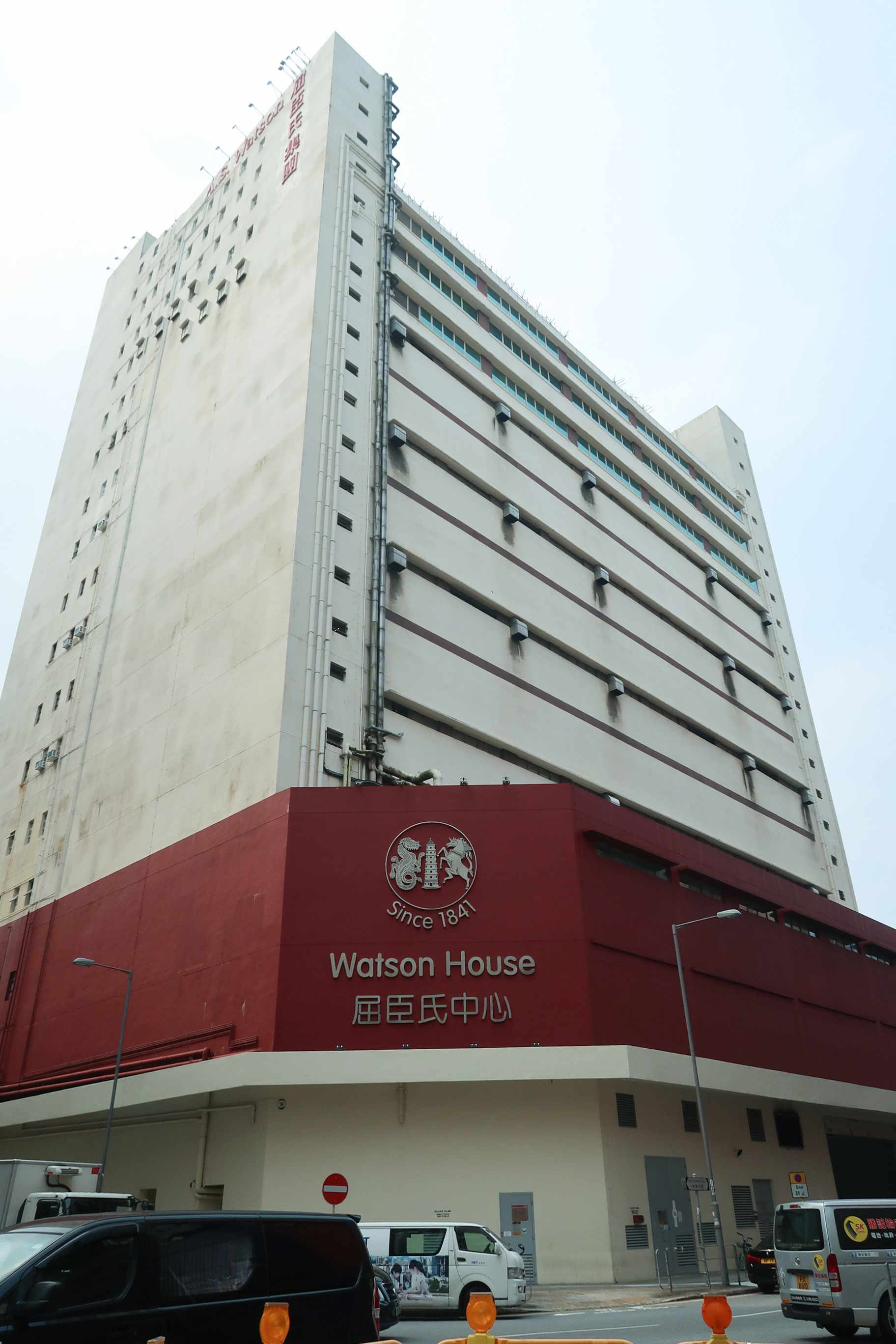
Das Watson House in Hongkong (2018)

### Die ersten hundert Jahre
Das Unternehmen wurde 1841 in Hongkong gegründet und macht es damit zum ältesten noch heute existierenden Unternehmen in Hongkong. Die Anfänge von A.S. Watson liegen in der 1828 von den britischen Ärzten Dr. F.H. Young und Alexander Anderson gegründeten Canton Dispensary and Soda Water Establishment, einer kleinen Apotheke, die es sich zur Aufgabe gemacht hatte, der armen Bevölkerung der südchinesischen Provinz Guangdong (auch als Kanton bekannt) kostenlose medizinische Dienste anzubieten.
1856 verkaufte Thomas Boswell Watson, ein Arzt aus Edinburgh, der seit 1845 in Macau tätig war, seine Praxis in Macau und erwarb einen Anteil am Hongkonger Dispensary. Sein Neffe Alexander Skirving Watson trat 1858 in das Dispensary ein. Thomas Watson kehrte 1859 nach Schottland zurück und starb 1860 im Alter von 44 Jahren. Der Name Watson tauchte in den frühen 1860er Jahren in den Werbeanzeigen der Apotheke auf und wurde nach und nach zum neuen offiziellen Namen des Unternehmens, ebenso wie die von ihm betriebenen Geschäfte als „Watson’s the Chemist“ bekannt wurden. Thomas Watson wurde 1863 zum letzten Mal in Hongkong urkundlich erwähnt; er starb 1865, zwei Jahre später, im Alter von 28 Jahren in England. 1872 wurde die Apotheke von dem Unternehmen John D Humphreys and Sons übernommen und firmierte in A.S. Watson um.
1883 expandierte A.S. Watson auf die Philippinen und nach China; gründete eine Apotheke und eine Fabrik für Erfrischungsgetränke (1884) in Manila. 1895 betrieb Watson 35 Läden und produzierte etwa 300 Apotheken-, Toilettenartikel- und Parfümlinien. 1903 wurde Watsons Water gegründet, um reines Wasser in Hongkong und auf dem chinesischen Festland anzubieten. Um Ressourcen und Energie zu konzentrieren, schloss A.S. Watson alle Niederlassungen in China und auf den Philippinen im Jahre 1910. Die japanische Invasion in China 1937 stoppte die China-Aktivitäten von A.S. Watson. 1941 feierte A.S. sein hundertjähriges Bestehen, nur wenige Monate vor dem Angriff der japanischen Streitkräfte auf Hongkong am 13. Dezember.
Zu diesem Zeitpunkt war Watson bereits Hongkongs größter Drogerie-Händler für Weine, Spirituosen und Hersteller von kohlensäurehaltigem Wasser in Asien. Am 1. September 1945 nahm A.S. Watson seine Geschäftstätigkeit wieder auf.

### Die Expansion
Die größte Veränderung für das Unternehmen kam, als es von Hutchison Whampoa gekauft wurde, das 1963 eine Mehrheitsbeteiligung und 1981 den vollständigen Besitz erwarb. 1981 wurden 70 Geschäfte betrieben. 1972 wurde die Supermarktkette ParknShop gegründet, die 2024 rund 260 Filialen in Hongkong und Macau zählte. 1975 wurde der Elektro- und Elektronik-Einzelhändler gegründet, der, Stand 2024, über mehr als 70 Filialen in Hongkong und Macau verfügte.
1987 expandierte Watsons nach Taiwan, 1988 nach Macau und Singapur und 1989 wurden die ersten Märkte in China eröffnet.
Im Jahr 2000 kaufte A.S. Watson durch die Übernahme der Einzelhandelskette Savers Health & Beauty in Großbritannien das erste Mal ein europäisches Unternehmen. Savers hatte 2024 über 500 Filialen.
2001 expandierte Watson durch die Übernahme des in der Schweiz ansässigen internationalen Weingroßhändlers und -vertreibers Badaracco SA. sein Weingeschäft nach Europa.
2002 erwarb A.S. Watson die Kruidvat-Gruppe, mit 1900 Filialen und 23.000 Mitarbeitern, hierzu gehörten ebenso die 1998 durch Kruidvat erworbene Drogeriemarktkette Trekpleister und die belgische Parfümeriekette ICl Paris mit 190 Filialen. Weitere bedeutende Akquisitionen in diesem Jahr waren der britische Drogeriemarkt Superdrug (etwa 770 Märkte) sowie 40 % der Anteile an der deutschen Drogeriemarktkette Rossmann.
2004 wurde die baltische Drogeriemarktkette Drogas AS erworben, die 2022 140 Filialen hatte.
2005 erwarb A.S. Watson die französische Parfümerie Marionnaud Parfumeries mit 566 Filialen in Frankreich, 173 in Spanien, 138 in Italien, 103 in der Schweiz und 95 in Österreich. Weiterhin expandierte man nach Russland, indem die Spektr Group gekauft wurde, die 24 Drogeriemärkte in St. Petersburg betrieb. In Estland wurde der erste Markt unter A.S. Watson eröffnet und A.S. Watson Türkiye gegründet, für die als Basis die übernommene türkische Drogeriemarktkette Cosmo Shop mit 7 Filialen diente. Bis 2024 konnte das Filialnetz in der Türkei auf über 380 Geschäfte ausgebaut werden. In England wurden die 114 Filialen von The Perfume Shop übernommen.
Im März 2014 verkaufte Hutchison Whampoa eine fast 25-prozentige Beteiligung an AS Watson an Temasek Holdings für 44 Milliarden HK-Dollar.
Der geplante Aktienverkauf der AS Watson Group, der Ende 2013 mit der Ernennung der drei Konsortialbanken Bank of America Merrill Lynch, Goldman Sachs und HSBC angekündigt wurde, wurde auf Eis gelegt. Zuvor war der Verkauf von ParkNShop gescheitert, nachdem kein zufriedenstellendes Angebot für das Unternehmen eingegangen war. Der Börsengang der Gruppe würde „in zwei oder drei Jahren“ in Hongkong und Singapur stattfinden, sagte Li Ka-shing damals, und nicht wie erwartet in Hongkong und London.
The Nuance Group übernahm alle Anteile von A.S. Watson an Nuance Watson in diesem Jahr.
2015 erwarb Watson die niederländische Drogeriekette Dirx, deren 50 Filialen entweder in Kruidvat oder Trekpleister umbenannt wurden.
2019 eröffnete der erste Markt in Vietnam.
Im März 2022 gab A.S. Watson bekannt sämtliche 47 Filialen in St. Petersburg zu schließen und sich somit komplett aus Russland zurückzuziehen. Das Unternehmen betonte, zu Grunde lägen wirtschaftliche Überlegungen, nicht der Ukraine-Krieg.
Im Juli 2022 kündigte Watson an, 115 Millionen US-Dollar in die digitale Transformation ihrer Geschäftsprozesse zu investieren.
Seit 2020 ist die Al-Futtaim Group der erste Franchisenehmer seit der Gründung Watsons 1841. Al-Futtaim plant bis 2025 100 Watson-Filialen in der Golf-Region zu eröffnen. Das Franchise-Unternehmen betreibt einen Online-Store, in den Mittleren Osten ist es vertreten durch zwölf Filialen in den Vereinigten Arabischen Emiraten (VAE), vier Filialen in Saudi-Arabien und weitere zwei Filialen in Katar (Stand April 2024). Watsons gab im April 2024 die geplante Eröffnung von 20 neuen Geschäften und die Expansion nach Bahrain und Kuwait bekannt.
2023 eröffnete A.S. Waston sein 1000. Ladenfiliale auf den Philippinen, sowie sein 700. in Malaysia. Trotz Pandemie wurden somit in Asien allein 1400 Geschäfte in drei Jahren eröffnet. Bis 2030 sind weltweit 200.000 neue Stellen geplant.

## Marken der A.S. Watson Group
Kosmetik und Drogerie
- Drogas (Baltische Länder)
- Kruidvat (Benelux)
- Trekpleister (Niederlande)
- Rossmann (Deutschland)
- Savers (Großbritannien) (AS Watson (Health & Beauty UK) Ltd)
- Spektr (Russland)
- Superdrug (AS Watson (Gesundheit & Schönheit UK) Ltd)
- Watsons

Parfüm und Kosmetik
- ICI Paris XL (Benelux)
- Marionnaud Parfumeries
- Cosmo Shop (Türkei)
- The Perfume Shop (AS Watson (Health & Beauty UK) Ltd)

Lebensmittel, Elektronik und Wein
- Fortress
- Fusion
- Great
- ParknShop
- Su-Pa-De-Pa
- TaSTE
- Watson’s Wine

Getränke
- Sunkist
- Mr. Juicy
- Watsons Water

## Wohltätigkeit
Laut Angaben des Unternehmensmarketing konnte A.S. Watson mit seiner Initiative „Give a Smile“ 5.000 Kindern die an einer Lippen-Kiefer-Gaumenspalte litten, durch die Finanzierung einer korrektiven Operation helfen.